# Humbug (magazine)
Humbug est un magazine humoristique fondé en 1957 par Harvey Kurtzman. Il ne compta que onze numéros.

## Historique
En 1957, Harvey Kurtzman est rédacteur d'un magazine intitulé Trump publié par Hugh Hefner mais cette tentative est un échec et le magazine est arrêté après seulement deux numéros. Kurtzman décide alors d'autoéditer un nouveau titre intitulé Humbug. Ce magazine humoristique est dans la veine de Mad qu'il a créé pour EC Comics. Humbug comprend surtout des parodies de films, de séries. Pour l'assister Kurtzman engage des dessinateurs avec qui il a déjà travaillé sur Mad comme Wally Wood, Jack Davis, Al Jaffee ou Bill Elder. Cependant tous ces talents ne parviennent pas à faire du magazine un titre rentable et après onze numéros il cesse de paraître,.